# J.M.D. Anne Piyumali
J.M.D. Anne Piyumali (ur. 1990) – cejlońska lekkoatletka, tyczkarka.

## Rekordy życiowe
- skok o tyczce - 2,95 (2008) były rekord Sri Lanki[1]